# BROK the InvestiGator
『BROK the InvestiGator』（ブロク・ジ・インベスティゲイター/邦題：『名探偵ブロクと秘密の依頼』）は、フランスのインディーゲーム開発スタジオCOWCAT Gamesが開発したゲームソフト。ゲームエンジンはGameMaker: Studio 2を採用している。
2022年8月9日、ゲームの公式リリースに向けて別の予告編が公開され、Microsoft Windows・mac OS X・Linux用ソフトとして2022年8月26日（日本時間では8月27日）に全世界でリリースされた。2023年3月1日にコンシューマ版がNintendo Switch・PlayStation 5・PlayStation 4・Xbox Series X/S・Xbox One向けに配信開始。

## 概要
本作は、COWCAT Gamesにとって、2016年発売の『Demetrios』に続く2作目の商用リリース作品で、Kickstarterによるクラウドファンディングが実施された。Kickstarterの該当Webページが2021年1月5日に公開されてから僅か17時間という短期間のうちに第一目標金額である12000ユーロを達成、追加設定された「ストレッチゴール」も達成され、様々な追加要素の開発が行われることになった。Kickstarterのキャンペーンが終了した2021年2月5日の時点での最終結果は目標金額の346％である41,588ユーロに及んだ。
無料体験版であるプロローグは、2020年12月2日にSteamおよびGOG.comプラットフォーム向けにリリースされた。当初の計画では、製品版は2021年の冬頃に、Steam、GOG.com、およびitch.ioプラットフォームを通じてMicrosoft Windows、Mac OS X、およびLinux向けにリリースされる予定だった。その後、2022年上旬には、Nintendo Switch、PlayStation 4、PlayStation 5、Xbox One、Xbox Series X/Sなどの家庭用ゲーム機に移植される予定だった。2021年2月8日の時点ではゲームの基本システムが既に完成しており、ストーリーを最初から最後まで一通りプレイ可能な状態にまで仕上がっていた。 シナリオの90％は既に文字データに書き起こされており、声優の声もほぼ収録済みだったが、ゲーム画面のあちこちに開発段階のダミー画像が散見され、バグも数多く残された状態だった。ゲーム開発は主にフランスで行われているが、ゲームのシナリオやキャラクターのセリフなどは完全に英語で書かれており、英語話者の声優による英語の演技が当てられている。声優によって演じられたセリフの総数は23,000行以上にものぼる。 英語版が完成した後に、開発者ブレトン自身の手によって全てのゲームテキストとセリフがフランス語に再翻訳された。本作品は全10か国語に対応しており、英語とフランス語に加えて、日本語にもローカライズされ、公式日本語版がSteamにてリリースされた。日本語の翻訳を最初に担当したのはジャスティン・モリアーティであり、生垣ユキナによって校正された。文字データは全て日本語に翻訳されているが、音声の演技は英語のままである。日本語以外にも、スペイン語（スペイン方言）、ドイツ語、イタリア語、ブラジルポルトガル語、ロシア語、ポーランド語、簡体字中国語に翻訳されている。
本作品はポイント・アンド・クリックアドベンチャーゲームとベルトスクロールアクションゲーム、そしてロールプレイングゲームのハイブリッドを最初に行った作品であると宣伝され「パンチ・アンド・クリック」と銘打たれている。ゲームのアートスタイルは、1980年代から1990年代初頭のアニメーション、具体的には、1990年代を通じて非常に人気があった『The Disney Afternoon』から大きな影響を受けている。また、アメリカのテレビと映画の脚本家であるジム・マゴンが、ゲーム脚本の冒頭部の編集に携わった。彼は、『わんぱくダック夢冒険』、『ガミー・ベアの冒険』、『テイルスピン』、『グーフィー・ムービー ホリデーは最高!!』の共同作成者/ライターを務めたディズニーの開拓者の一人である。ゲームの公式ウェブサイトによると、本作はアクションと推理を全く新しい方法で組み合わせた、物語重視の新感覚アドベンチャーであるとのこと。手がかりを集めて頭脳で問題を解決するだけでなく、拳で用いて事態を打破する選択肢も用意されている。 戦闘に勝つと経験値を獲得し、キャラクターを成長させられるRPG要素もあり、最大HPや攻撃力を高める事ができる。
ゲームのKickstarterキャンペーンが40,000ユーロのストレッチゴールに到達したため、製品版では2人の協力プレイモードの追加が約束されている。これは、プレイヤー二人がブロクとグラッフをそれぞれ操作するモードである。ただし、これは製品版がリリースされた後に公式オンラインパッチにて実装される予定である。シングルプレイヤーモードの場合、プレイヤーは操作キャラクターであるブロクとグラッフをある程度自由に切り替えてゲームをプレイできる。
本作品には世界中のファンアートがたくさん寄稿されている。これらはゲームの進捗に応じてアンロック可能なおまけ要素としてゲーム内で紹介されている。賞品が出るコンテストも開催された事もある。

## ストーリー
人間に代わって獣人が暮らす未来の「ライトなサイバーパンク」風の世界では、「ドラマー」と呼ばれる特権階級の市民は汚染された環境から身を守るために建造されたドーム都市で暮らしていた。しかし、特権階級以外の一般市民はドーム都市の外に広がるスラム街で貧しい暮らしをしており、環境汚染と戦いながらも何とか生計を立てようと奮闘していた。
本作品の主人公はワニのブロクである。彼は元ボクサーであり、現在は私立探偵をしている。彼は亡くなった妻の連れ子であるグラッフと同居している。妻が亡くなった事件の真相を暴くために私立探偵になったブロクだったが、長らく真相の究明には大きな進展はなかった。しかし、最近の出来事を調査するうちに、悲劇的な結末が徐々に明らかになっていく。そしてそれは彼ら自身の存在そのものをも大きく揺るがす事態へと発展していく。
ブロクとグラッフは自分たちの運命と相対し、世界の危機を救うことが出来るのだろうか？

## ゲームプレイ
BROK the InvestiGatorは、基本システムは古典的なポイント・アンド・クリックアドベンチャーゲームと言ってよい。しかし、本作はそれに加えてベルトスクロールアクションとロール・プレイング・ゲームの要素を含む点でユニークである。1980年代/1990年代初頭の西部のサタデーモーニング・カトゥーンを彷彿とさせるテイストを持つ。プレイヤーは、タイトル画面中央に描かれたブロクとグラッフを操作する。無料体験版のプロローグでは、ブロクのみが操作可能だが、製品版では物語が進行すると操作キャラクターの切り替え機能がアンロックされる。
プレイヤーは、他のNPCと会話したり、マップを調べたり、所持品をNPCに見せたりマップオブジェクトに使用したりしながら手がかりを集めていく。推理パートでは集めた手がかりを組み合わせて真相を解き明かす。マップの所々にはパズル形式のミニゲームが点在し、頭を使って問題を解いていくシーンが多数ある。
戦闘パートでは、ベルトスクロールアクションゲームの形式で敵やオブジェクトを攻撃できるほか、ジャンプで障害物を乗り越えていく事も出来る。シナリオ上回避不能な戦闘もいくつかあるが、ゲームをイージーモードに設定している場合、戦闘や難しいアクションをスキップする事もできる。 戦闘に勝利すると経験値を獲得し、キャラクターのレベルが上がる。レベルアップの際には最大HP、攻撃力、必殺技クールタイムの短縮のいずれかのステータスを上げることができる。
シナリオ中、キャラクターは多くのアイテムを入手できる。アイテムはシナリオの分岐点で消費されるまでは無くならないキーアイテムと、使う度に減っていく消耗品の食品に二分できる。いくつかのキーアイテムはパズルを解くカギになっているだけでなく、戦闘中に使用する事で敵に投擲してダメージを与えられるものや、装備する事で特定の敵に大ダメージを与えられるものも存在する。消耗品である食品は、キャラクターのHPを回復させる効果を持つものが大半になるが、キャラクターを一時的に強化するものや、特定のサブイベントで必要になるものもある。キャラクターのHPを回復させるには、食品を食べる以外にも自宅やマップの所々に存在するベッドで休む方法もある。

## キャラクター
※字幕は設定言語に対応しているが、音声は設定言語に関係なく英語の声優のみに固定されている。
ブロク (Brok)
35歳
声：ブライアン・オルソン
本作の主人公。種族はワニ。元チャンピオンボクサーであり、現在では私立探偵を営んでいる。状況を打開するためには頭脳だけでなく、時には拳をも使うという武闘派探偵。彼の記憶には不鮮明な部分がままあり、自分自身を疑う事も少なくはない。しかし、他人を救うために躊躇わず危険な状況にも飛び込んでいく正義感の持ち主でもある。元ボクサーという経歴もあり、体格に見合わずかなり機敏に動く。不公平を嫌い、自分が正しいと信じる事を貫くために奮闘する。ただ、短気かつ短絡的な側面もあり、無遠慮な態度や失礼な物言いのせいで相手の気分を害する事もしばしばである。ブロクは戦いを好むが、料理を楽しむ家庭的な側面もある。アリバーガーは彼の好物の一つである。孤独には慣れていないようで、友人を大切にする。一方で敵には容赦せず、特にロボットは一部の例外を除いて魂のない無機物だと考えているようで、躊躇せず破壊する。基本的に複雑なハイテクは好まず、原始的でシンプルな前時代的な技術を好む。
グラッフ (Graff)
16歳
声：マイケル・コヴァチ
ブロクの養子。正確には、数年前に他界したブロクの再婚相手リアの連れ子である。種族は猫。ゲームがある程度進行すると、二人目のプレイアブルキャラクターとして操作出来るようになる。ただし無料体験版のプロローグは、グラッフを操作出来るようになる寸前のところで終わっている。リアの生前、グラッフは家族と共にドーム都市の中で暮らしていた。しかしリアの没後に一級市民権を剥奪され、ドームの外のスラム街へ追いやられた彼は、性格にやや歪みが生じている。特に養父のブロクには必要以上に風当たりが強く、親子仲はお世辞にも良いとは言えない。しかし表面上の刺々しい態度とは裏腹に、内心ブロクに感謝し尊敬もしており、特に護身術に関してはブロクの言う事を真摯に受け止めている。 母親譲りの明晰な頭脳を持ち、学校での成績も優秀で、特に科学に秀でている。近代的なテクノロジーにも慣れ親しんでおり、タブレットを使って頻繁にゲームをしている。友人は少なく、一人で過ごす事を好んでいる。血筋のせいで皆から忌避されているオットは、グラッフの唯一の友人である。
リア (Lia)
声：エリン・リリス
ブロクの妻であり、グラッフの母親。故人。5年前に他界した事、かつて製薬会社に勤めていた事以外、彼女についてはあまり知られていない。生前、リアはグラッフと共にドーム都市の中に住んでいた。彼女が亡くなってからブロクはグラッフを養子にし、彼なりに不器用ながらも懸命に世話をしてきた。しかしリアの没後に二人の一級市民権は剥奪され、ドーム外のスラム暮らしを余儀なくされてしまった。グラッフは母と共にドーム暮らしをしていた頃の思い出が忘れられないようで、スラム暮らしに不服な様子である。そのため一級市民権を再取得してドーム内に戻ろうと奮闘している。最近になって起こった事件はリアとの関連を示唆するものもあり、事件を解き明かす事によって、より陰惨な真実が明らかになる可能性がある。
オット (Ott)
声：リー・フォスター
グラッフの数少ない友人。混血児であるため皆から差別され忌避されている。学校での成績はいい方ではないが、グラッフをはじめ友人を気遣い労わる優しい心の持ち主である。グラッフとは二人三脚で学生生活を送っており、互いが互いにとってかけがえのないパートナーとなっている。ストーリーの後半で明らかになるが、実はとある重要人物の親類だったりする。
シェイ (Shay)
35歳
声：デイジー・ゲバラ
ブロクの幼馴染。種族は鳥。科学とハイテクが大好物のエキセントリックなマッドサイエンティスト。様々な道具を発明したり、壊れた家電製品を修理したり、サーバーをハッキングするプログラムを開発したり、闇賭博のバーチャルアリーナを経営していたりと、テクノロジーと名の付く分野では凡そ万能なのではないかと思えるほどの実力を備える奇才。しかし価値観も言動も行動も常識離れが甚だしく、非常にクセのある人物である。常に忙しそうに作業をしているが、ブロクが厄介事を持ち込むと、小言や皮肉を挟みつつも大概の事を処理してくれる頼りがいのある人物でもある。
シン (Sin)
33歳
声：フィリップ・サクラメント
新米警官のカンガルー。ストーリーが始まって最初に受ける仕事のクライアント。彼の言動に違和感を覚えたブロクだったが、依頼人の望みを叶えるべく行動を開始する事になる。
スクイラーのボス(Squealers Chief)
45歳
声：ジョセフ・ウィルソン
ネズミのギャング団「スクイラー」のボス。元軍人で、かつてクーデターを画策し、実戦を潜り抜けて生還した実力者。しかしクーデターは失敗に終わり、これが原因で一級市民権を剥奪された彼らは、ドーム都市と特権階級を牛耳る現在の社会構造や権力者たちを酷く憎んでいる。敵対する者には容赦せず、躊躇わず殺人も犯す。狡猾で残忍だが、部下を思いやる良きリーダーとしての側面もある。
戦闘になった場合、非常に強力な敵としてプレイヤーの前に立ちはだかる。ただ、イージーモードでは戦闘のスキップが可能な他、とある方法を用いれば、戦闘を回避して先に進む事も可能かもしれない。
キンス (Kins)
25歳
声：ジョシュア・クッキングハム
ネズミのギャング団「スクイラー」の団員。陰湿な性格の持ち主だが、ボスには忠実で頭も切れる。相棒のダートと常に行動を共にしており、ダートが苦手な頭脳戦を担当している。肉弾戦はあまり得意ではない。
ダート (Dart)
32歳
声：ジョシュア・クッキングハム
ネズミのギャング団「スクイラー」の団員。やや愚鈍で頭脳戦には不向き。しかし肉弾戦は得意という典型的な脳筋タイプ。相棒のキンスと常に行動を共にしており、キンスの苦手な肉体労働と肉弾戦を担当している。
ウェス (Wes)
声：ジョン・ヴァン・ドーレン
警察署所長。種族はイタチ。ブロクと同様に前時代的な価値観を引きずった老人で、寄る年波のせいか時折おかしな言動をする事がある。性格は頑固一徹で融通が利かない。規則や法律を重んじ、ルールを破った者を徹底的に追及する冷血漢だが、時折人情味のある事を言い出したりと、表裏のある人物である。当時リアの事件の捜査をした刑事でもあり、ブロクとは因縁があるが、ブロクはどこまでウェスを信用していいか測りかねているようである。
クレイ (Klay)
声：ブランドン・ジェンキンス
グラッフが通う学校の同級生。校長の息子という自らの立場を利用して、事あるごとに傍若無人な行動を取ってはライバルを蹴落とそうとする。その上、何かにつけて他人の悪口を言いたがる非常にイヤミな性格をしている。グラッフから目の敵にされている。
ディー (Dee)
声：エリン・リリス
VRアリーナにブロクの対戦相手として登場した謎の女性。初めて出会った時にはその正体に気付かなかったブロクだが、後々物語に大きく関わってくる。
R.J.
声：マイケル・コヴァチ
警察官。種族はクマ。言動からやや愚鈍な印象を受けるが、言われた仕事をきっちりこなせる真面目な性格の持ち主。猫に対して酷いアレルギーを持っており、猫の毛を近づけるだけでクシャミが止まらなくなる体質。筋骨隆々の逞しい体躯をしており、正面切って戦おうとするとかなり苦戦する相手である。ブロクの行動や言動次第で態度が大きく変化する。
警備員 (Guard)
声：マイケル・コヴァチ
研究所の警備員。種族はネズミ。スクイラーと同じ種族であるため差別を受けて育った経験があり、スクイラーと同一視される事を極端に嫌っている。口が悪く、少しでも気分を害すると怒鳴り散らす癇癪持ち。嘘をつくとすぐに顔や態度に出る。与えられた仕事はキッチリこなす。
浮浪者 (Tramp)
48歳
声：マシューシモンズ
元軍人の浮浪者。種族はマスクラット。ブロクのアパートがある通りに居留しており、キンスとダートのコンビとトラブルになっていた。不治の病を患っており、生きるか死ぬかの瀬戸際を彷徨っている。薬が無ければもう長くはもたないと自分で死期を悟っており、無理矢理でも自分を助けようとするブロクには感謝しつつも無駄な事をしないように諭している。
ハッカー (Hacker)
声：エドウィン・ティオン
スラムの特に危険な場所に隠れ住むハッカー。種族はネズミ。自分の得意分野ではシェイをも上回る能力を持つ凄腕の技術者。過去の行いのせいで警察に指名手配されているという。強き者には媚びへつらい、弱き者は騙して搾取するという自己中心的な性格の持ち主。金の事になると異常にがめつい。ブロクの事を恐れてはいるものの、ブロクが脅しても赤字になるような割引はせず、相手が望む情報をちらつかせれば金を取れると踏めば強気で交渉する胆力も持ち合わせる。
ディレクター(Director)
声：メリッサ・メディナ
グラッフが通っている学校「意識センター」の校長を務めるロボット。女性型の珍しいタイプで、立場上クレイの母親になっている。グラッフからは「ロボットの中では断然マシな部類」と評価されている。とても丁寧な物言いをし、保護者的な態度で子供たちに接する良き教員。しかし自らも規則に縛られる立場であり、生徒を優遇しようにも自分の能力では難しい事を知っているため、例外的な手段を用いて生徒たちを守ろうとする。
ボルト (Bolt)
声：マイク・バーカー
境域の配送センターに長らく従事していたロボット。パーツの老朽化により改修される事が決まっていた。ブロクの選択次第では、ある人物が彼に利用価値を見出して引き取るルートも存在する。その場合、物語の謎解きのヒントをアンロックするために必要な特殊アイテム「広告クーポン」がマップ上のどこにあるかを教えてくれる重要なキャラクターとなる。
ミンク博士 (Dr. Mink)
声：オースティン・シュミット
研究所に勤める研究員。種族はイタチ。ナノマシンの専門家だが、何かと小言が多く気難しい。とある事件に巻き込まれ、窮地に立たされる事となる。ブロクがその事件の捜査を行う事になる。
花売り(Flower merchant)
47歳
声：ジンジャー・スー
56X地区でアンテール教関連の商品を扱うガチョウ。ブロクに対しては宗教の勧誘を諦めているようだが、グラッフが入信を断った際には舌打ちしたりと、腹に一物抱えている。ブロクが捜査していた事件に関し、重要な手掛かりを偶然目撃する。
ゲルキン博士 (Dr. Gherkin)
声：アンソニー・レイ・モラレス
後程ブロクと関わる事になる製薬会社の重役。薬学だけでなく機械に関する知識も持つ。極端に臆病で、事あるごとに逃げ出したり隠れたりする悪癖を持っている。にも拘わらず自分の作業に集中しだすと周りが見えなくなったり、重要なところが抜けている困った人物。ブロクがお守をする羽目になるが、伝説的トラブルメーカーであるブロクでさえも博士の起こすトラブルに振り回される事になる。
トライボット (Tribots )
声：フィリップ・サクラメント
政府が管理管轄する汎用ロボット。警察官や警備員といった危険を伴う仕事のみならず、教育現場にも普及している。ドーム都市内部では様々な場所で見かけるほか、スラム街にも法執行の目的で遠征しに来る場合がある。スラムの住人は法執行の名目で被害を被る事が多いため、ブロクはトライボットを「ブリキ缶」と呼んで酷く毛嫌いしている。

## 地理
ゲーム内の地理は大きく分けて、ワールドマップと屋内マップに二分できる。物語や推理のメインパートになるのは屋内マップである。ゲームの進行に従って、ワールドマップから選択できる屋内マップがアンロックされていく。

### 第1章
無料体験版でプレイできる第一章で探索可能な地域。ストーリーが進むと行き先がアンロックされていく。
火災現場 (Burning Building)
物語はブロクが火災現場で目覚めるところから唐突に始まる。アイテムの取得方法や使用方法、アクションモードとアドベンチャーモードの切り替え方、戦闘やジャンプのやり方などのチュートリアルを受ける事になる。マップ終端では倒壊した家財に挟まれたリアが生死の境をさまよっている。ブロクはリアを助けようと奮闘するが、努力の甲斐なく火の手が回った建物は倒壊。しかしこれは5年前の事件を追体験するブロクの悪夢に過ぎなかった。あくまでもブロクの記憶の中にしか存在しない場所であるため、ワールドマップ上には表示されない。
アパート (Home)
悪夢から目覚めた後、ゲームの本編はここから始まる。ブロクが借りているアパートで、ブロクの部屋は地下にある。グラッフが同居している。
56X地区 (Sector 56X)
依頼人のシンが住んでいる地区。花売りもいる。
境域001号 (Border Post 001)
ドーム都市に入るための玄関口。入り口は厳重なセキュリティで守られており、侵入者を阻む自動迎撃システムが備え付けてある。荷物の配送センターや、一級市民権を持つ住民のリストを管理するサーバールームなどがある。
シェイのガレージ (Shay's Garage)
シェイの居城。大量のガタクタと工具と発明品が山積みになっている玉石混交のゴミ屋敷。バーチャルアリーナ用のVR機器も備え付けられている。
ドラマー通り  (Drumer Street)
ドーム都市の表通り。フィットネスクラブや薬局などが軒を連ねる。シンの依頼をこなすためにブロクはここを訪れる事になる。

## 評価

### 発売前
無料体験版のプロローグは、Steamのレビューで、ゲームのストーリーと実際のプレイ感覚、そしてゲーム全体の出来栄えや楽しい雰囲気に関して高評価を受けた。また、1990年代のノスタルジックな雰囲気を醸し出すゲームのアートスタイルも、その時代に育ったファンから高い評価を獲得した。